# Eurybia cyclopia
Eurybia cyclopia är en fjärilsart som beskrevs av Hans Ferdinand Emil Julius Stichel 1910. Eurybia cyclopia ingår i släktet Eurybia och familjen Riodinidae. Inga underarter finns listade i Catalogue of Life.

## Bildgalleri

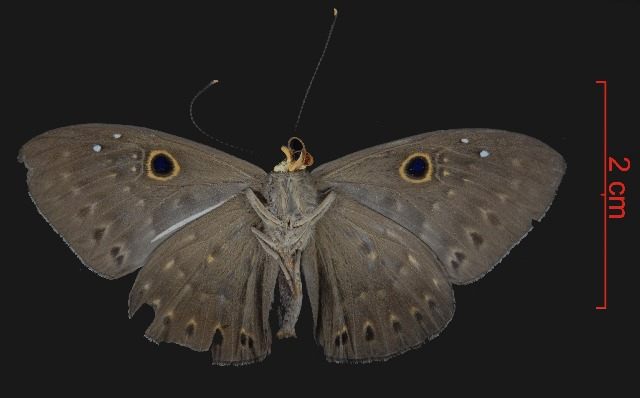